# 1978 v športu
1978 v športu.

## Avto - moto šport
- Formula 1: Mario Andretti, ZDA, Lotus - Ford, je slavil s šestimi zmagami in 64 točkami, konstruktorski naslov je šel v roke moštva Lotus - Ford z osvojenimi 86 točkami
- 500 milj Indianapolisa: slavil je Al Unser, Sr, ZDA, z bolidom Lola/Cosworth za moštvo Chaparral Racing[1]

## Kolesarstvo
- Tour de France 1978: Bernard Hinault, Francija
- Giro d'Italia: Johan de Muynck, Belgija

## Košarka
- Pokal evropskih prvakov: Real Madrid
- NBA: Washington Bullets slavijo s 4 proti 3 v zmagah nad Seattle SuperSonics, MVP finala je bil Wes Unseld[2]
- SP 1978, Filipini (Manila): 1. Jugoslavija, po podaljšku premaga s 82-81 drugouvrščeno Sovjetsko zvezo, tretja je bila Brazilija[3]

## Nogomet
- Pokal državnih prvakov: Liverpool F.C. je slavil s 1-0 nad Club Bruggeom [4]
- Svetovno prvenstvo v nogometu - Argentina 1978 - Argentina slavi nad Nizozemsko po podaljšku s 3-1, po rednem delu je bilo 1-1, tretje mesto je osvojila Brazilija[5]

## Smučanje
- Alpsko smučanje:  
  - Svetovni pokal v alpskem smučanju, 1978: 
    - Moški: Ingemar Stenmark, Švedska[6]
    - Ženske: Hanni Wenzel, Lihtenštajn[7]

  - Svetovno prvenstvo v alpskem smučanju - Garmisch-Partenkirchen 1978: 
    - Moški:
    - Slalom: Ingemar Stenmark, Švedska
    - Veleslalom: Ingemar Stenmark, Švedska
    - Smuk: Josef Walcher, Avstrija
    - Kombinacija: Andreas Wenzel, Lihtenštajn
    - Ženske:
    - Slalom: Lea Sölkner, Avstrija
    - Veleslalom: Maria Epple, Nemčija
    - Smuk: Annemarie Moser-Pröll, Avstrija
    - Kombinacija: Annemarie Moser-Pröll, Avstrija
- Nordijsko smučanje:  
  - Svetovno prvenstvo v nordijskem smučanju - Lahti 1978: 
    - Smučarski skoki: 
      - Srednja skakalnica: Matthias Buse, Vzhodna Nemčija
      - Velika skakalnica: Tapio Räisänen, Finska
      - Ekipno: 1. Vzhodna Nemčija, 2. Finska 3. Norveška

## Tenis
- Turnirji Grand Slam za moške:
  - 1. Odprto prvenstvo Avstralije: Guillermo Vilas, Argentina[8]
  - 2. Odprto prvenstvo Francije: Björn Borg, Švedska
  - 3. Odprto prvenstvo Anglije - Wimbledon: Björn Borg, Švedska[9]
  - 4. Odprto prvenstvo ZDA: Jimmy Connors, ZDA
- Turnirji Grand Slam za ženske:
  - 1. Odprto prvenstvo Avstralije: Chris O'Neil, Avstralija[10]
  - 2. Odprto prvenstvo Francije: Virginia Ruzici, Romunija
  - 3. Odprto prvenstvo Anglije - Wimbledon: Martina Navratilova, ZDA[11]
  - 4. Odprto prvenstvo ZDA: Chris Evert, ZDA
- Davisov pokal: ZDA slavi s 4-1 nad Združenim kraljestvom[12]

## Hokej na ledu
- NHL - Stanleyjev pokal: Montreal Canadiens slavijo s 4 proti 2 v zmagah nad Boston Bruins
- SP 1978: 1. Sovjetska zveza, 2. Češkoslovaška, 3. Kanada[13]

## Rojstva
- 26. januar: Nastja Čeh, slovenski nogometaš
- 28. januar: Jasmin Handanović, slovenski nogometaš
- 28. januar: Jamie Carragher angleški nogometaš
- 28. januar: Gianluigi Buffon, italijanski nogometaš
- 29. januar: Martin Schmitt, nemški smučarski skakalec
- 1. februar: Mitja Valenčič, slovenski alpski smučar
- 28. februar: Benjamin Raich, avstrijski alpski smučar
- 11. marec: Gaber Glavič, slovenski hokejist
- 11. marec: Didier Drogba, nogometaš iz Slonokoščene obale
- 24. marec: Bertrand Gille, francoski rokometaš
- 7. april: Davor Dominiković, hrvaški rokometaš
- 8. april: Boris Pretnar, slovenski hokejist
- 13. april: Carles Puyol, španski nogometaš
- 17. april: Monika Bergmann-Schmuderer, nemška alpska smučarka
- 19. april: Gabriel Heinze, argentinski nogometaš
- 23. april: Gezahegne Abera, etiopski atlet
- 27. april: Jakub Janda, češki smučarski skakalec
- 29. april: Niko Kapanen, finski hokejist
- 18. maj: Ricardo Carvalho, portugalski nogometaš
- 6. junij: Miroslav Klose, nemški nogometaš
- 12. junij: Greg Kužnik, kanadsko-slovenski hokejist
- 20. junij: Frank Lampard, angleški nogometaš
- 24. junij: Šunsuke Nakamura, japonski nogometaš
- 25. junij: Luka Žagar, slovenski hokejist
- 4. julij : Peter Mankoč, slovenski plavalec
- 9. julij: Jaka Lakovič, slovenski košarkar
- 30. julij: Adrien Hardy, francoski veslač
- 8. avgust : Louis Saha, francoski nogometaš
- 17. avgust: Mehdi Baala, francoski atlet
- 23. avgust: Kobe Bryant, ameriški košarkar
- 29. avgust : Celestine Babayaro, nigerijski nogometaš
- 15. september: Rubén Garabaya, španski rokometaš
- 16. september: Suad Fileković, slovenski nogometaš
- 16. september: Michael Uhrmann, nemški smučarski skakalec
- 23. september: Ingrid Jacquemod, francoska alpska smučarka
- 24. september: Aleksander Sekulić, slovenski košarkaški trener
- 29. september: Karen Putzer, italijanska alpska smučarka
- 30. september: Andrej Jerman, slovenski alpski smučar
- 2. oktober: Sławomir Szmal, poljski rokometaš
- 3. oktober: Gerald Asamoah, gansko-nemški nogometaš
- 4. oktober: Alexander Herr, nemški smučarski skakalec
- 14. oktober: Allison Forsyth, kanadska alpska smučarka
- 2. november: Avard Moncur, bahamski atlet
- 7. november: Rio Ferdinand, angleški nogometaš
- 4. december: Lars Bystøl, norveški smučarski skakalec
- 8. december: Ville Kantee, finski smučarski skakalec
- 11. december: Nadia Styger-Hürlimann, švicarska alpska smučarka

## Smrti
- 11. januar: Mike Rodden, kanadski hokejski sodnik in trener kanadskega nogometa (* 1891)
- 14. januar: Harold Abrahams, angleški atlet (* 1899)
- 20. januar: Dit Clapper, kanadski profesionalni hokejist (* 1907)
- 9. februar: Hans Stuck, nemški dirkač Formule 1 (* 1900)
- 20. marec: Jacques Brugnon, francoski tenisač (* 1895)
- 27. april: John Doeg, ameriški tenisač (* 1908)
- 28. april: Theo Helfrich, nemški dirkač Formule 1 (* 1913)
- 30. april: Jurij Lahutin, sovjetski (ukrajinski) rokometaš (* 1949)
- 3. junij: Hans Schöchlin, švicarski veslač (* 1893)
- 13. junij: Irene Evelyn Bowder Peacock, južnoafriška tenisačica (* 1892)
- 6. september: Max Decugis, francoski tenisač (* 1882)
- 11. september: Ronnie Peterson, švedski dirkač Formule 1 (* 1944)
- 15. september: Ricardo Zamora, španski nogometaš in trener (* 1901)
- 3. oktober: Aleksander Belov, ruski košarkar (* 1951)
- 3. oktober: Cooper Smeaton, kanadski hokejski sodnik in trener (* 1890)
- 10. oktober: Ralph Metcalfe, ameriški atlet in politik (* 1910)
- 15. oktober: Bror Pettersson, švedski hokejist (* 1924)
- 20. oktober: Gunnar Nilsson, švedski dirkač Formule 1 (* 1948)
- 21. oktober: Toivo Hyytiäinen, finski atlet (* 1925)
- 14. december: Stig Carlsson, švedski hokejist (* 1924)